# Noel Rosa

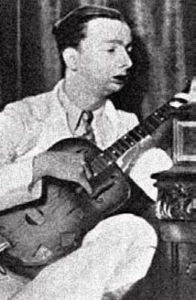
Fotografía de N. Rosa, de los años treinta.

Noel de Medeiros Rosa (Río de Janeiro, 11 de diciembre de 1910 - Ib., 4 de mayo de 1937) fue un sambista, cantante, compositor, mandolinista y guitarrista brasileño y uno de los mayores y más importantes artistas de la música de su país.
Fue responsable de la unión del «samba de morro» y el «samba del asfalto», hecho que cambiaría para siempre no sólo el propio samba, sino la historia de la música popular brasileña.

## Biografía
Noel Rosa nació de un parto difícil, en el que el médico —para salvarle la vida— utilizó fórceps que le causaron el retraimiento de la mandíbula inferior, hecho que lo marcó para toda la vida. Criado en el barrio carioca de Vila Isabel, hijo del comerciante Manuel García de Medeiros Rosa y de la profesora Martha de Medeiros Rosa, el sambista era de familia de clase media. Entre 1913 y 1918 estudió en el tradicional Colegio Sao Bento.
Durante su etapa adolescente aprendió a tocar la mandolina (bandolim) de oído y se aficionó a la música y a la notoriedad que ella le proporcionaba. Enseguida cambió a la guitarra y se volvió figura conocida de la bohemia carioca. Ingresó en la Facultad de Medicina, pero pronto la vida de estudiante se mostró poco atrayente para el artista, atrapado por el samba y las largas noches regadas de cerveza. Noel Rosa fue integrante de varios grupos musicales, entre ellos Bando do Tangarás, al lado de João de Barro, Almirante, Alvinho y Henrique Brito.
En 1929 probó suerte con sus primeras composiciones, Minha viola y Toada do céu, ambas grabadas por él mismo, pero no fue hasta 1930 cuando consiguió el éxito con el lanzamiento de Com qué roupa?, una samba humorística que sobrevivió décadas y que hoy es un clásico del cancionero brasilero. Noel Rosa se reveló como un brillante cronista de lo cotidiano, con una secuencia de canciones en las que destaca el humor y la vena crítica.
Se casó en 1934 con Lindaura sin abandonar sus otras aventuras amorosas y pasó los años siguientes librando una batalla contra la tuberculosis. La vida bohemia, sin embargo, nunca dejó de ejercer un atractivo irresistible para el artista, que entre viajes a ciudades de mayor altitud, buscando el clima más benigno para su enfermedad, siempre volvía a el samba, la bebida y el tabaco. Se trasladó a Belo Horizonte (la capital de Minas Gerais), en donde trabajó en Radio Mineira y entró en contacto con otros compositores amigos de la noche y la bohemia. De vuelta a Río de Janeiro aseguró estar curado, pero pronto falleció en su casa de Vila Isabel en 1937, a los 26 años, como consecuencia de la dolencia que lo perseguía desde siempre.

## Composiciones
Noel escribió alrededor de 250 composiciones, incluyendo:
- "A.E.I.O.U." (con Lamartine Babo, 1931)
- "Até amanhã" (1932)
- "Cem mil réis" (con Vadico, 1936)
- "Com que roupa?" (1929)
- "Conversa de botequim" (con Vadico, 1935)
- "Coração" (1932)
- "Cor de cinza" (1933)
- "Dama do cabaré" (1934)
- "De babado" (with João Mina, 1936)
- "De qualquer maneira" (con Ary Barroso"
- "É bom parar" (con Rubens Soares, 1936)
- "Feitiço da Vila" (con Vadico, 1936)
- "Feitio de oração" (con Vadico, 1933)
- "Filosofía" (con André Filho, 1933)
- "Fita amarela" (1932)
- "Gago apaixonado" (1930)
- "João Ninguém" (1935)
- "Minha viola" (1929)
- "Mulher indigesta"
- "Não tem tradução" (1933)
- "O orvalho vem caindo" (con Kid Pepe, 1933)
- "O sol nasceu pra todos" (1935)
- "O X do problema" (1936)
- "Palpite infeliz" (1934)
- "Para me livrar do mal" (con Ismael Silva, 1932)
- "Pastorinhas" (con João de Barro, 1934)
- "Pela décima vez" (1935)
- "Pierrô apaixonado" (con Heitor dos Prazeres, 1935)
- "Positivismo" (con Orestes Barbosa, 1933)
- "Pra que mentir" (con Vadico, 1937)
- "Provei" (con Vadico, 1936)
- "Quando o samba acabou (1933)
- "Quem dá mais?" (también conocido como "Leilão do Brasil) (1930)
- "Quem ri melhor" (1936)
- "São coisas nossas" (1936)
- "Século do progresso" (1936)
- "Tarzan, o filho do alfaiate" (1936)
- "Três apitos" (1933)
- "Último desejo" (1937)
- "Você só...mente" (con Hélio Rosa, 1933)
- "Mama de farinha" (con Hélio Rosa, 1943)

## Galería

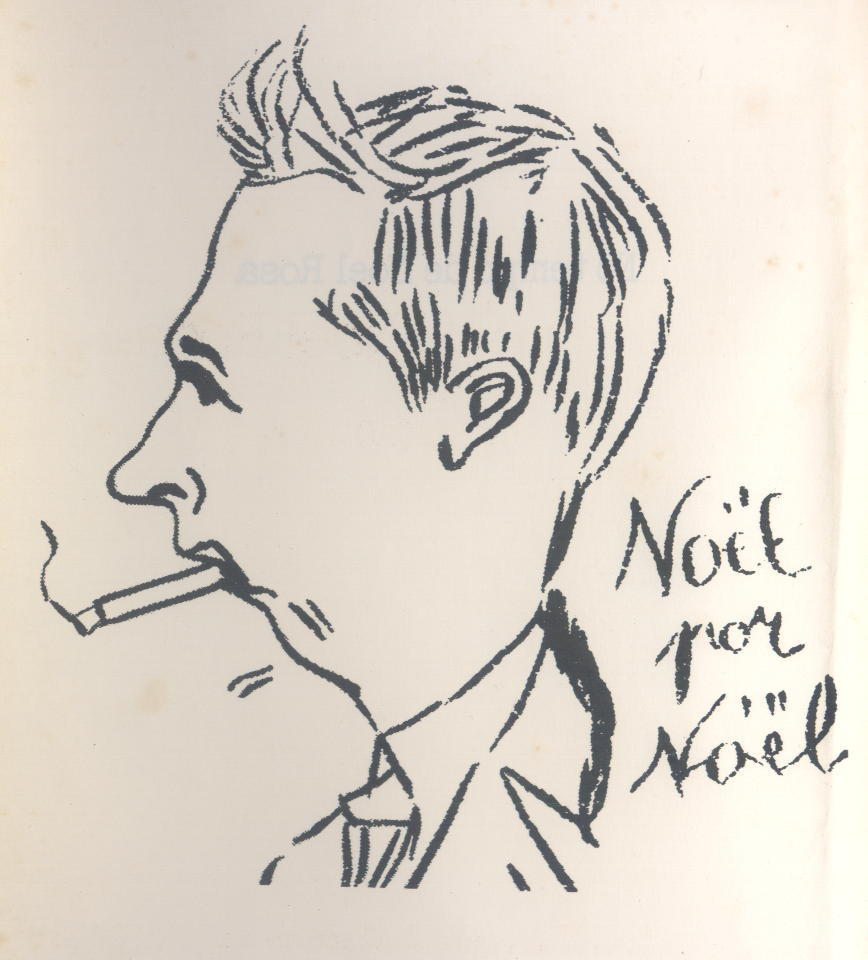
Noël por Noël, autorretrato de Noël Rosa (ca. 1937)
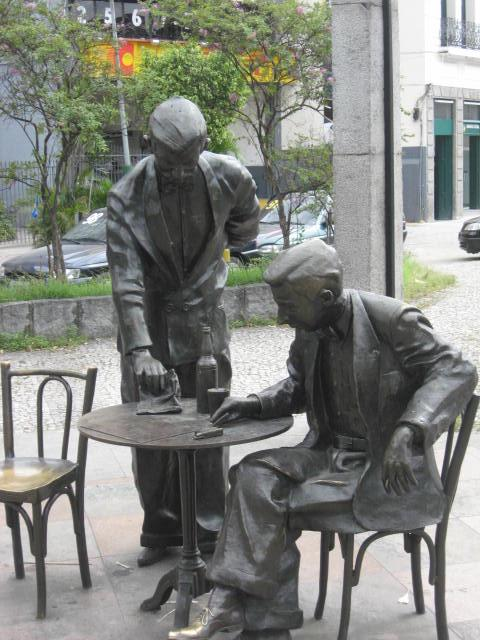
Estatua de Noel Rosa en el barrio carioca de Vila Isabel (fotografía de 2009)
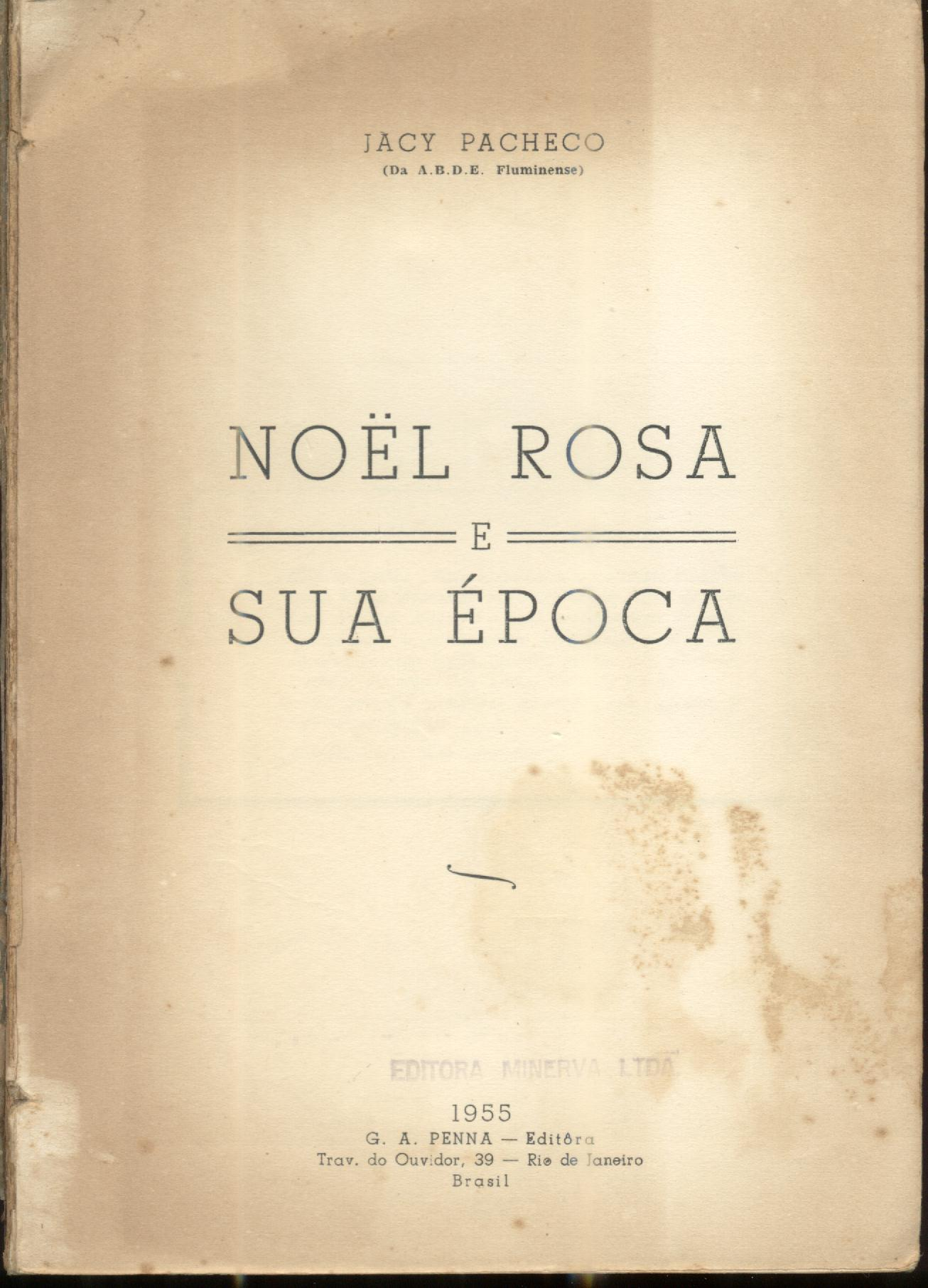
Libro Noel Rosa e sua época (1955) de Jacy Pacheco